# Gyrocochlea iuloidea
Gyrocochlea iuloidea är en snäckart som först beskrevs av Forbes 1851.  Gyrocochlea iuloidea ingår i släktet Gyrocochlea och familjen Charopidae. Inga underarter finns listade i Catalogue of Life.